# 클라이브 스탠든
클라이브 스탠든(Clive Standen, 1981년 7월 22일 ~ )은 영국의 배우이다.

## 출연 작품
- 벤데타: 복수의 시간 (2022) - 윌리엄 던컨 역
- 겟 머니 (2019)
- 트레저 헌터 플린 (2018)
- 페이션트 제로 (2017)
- 테이큰 (2016)
- 바이킹스 시즌4 (2016)
- 바이킹스 시즌3 (2015)
- 에베레스트 (2015)
- 바이킹스 시즌2 (2014)
- 바이킹스 시즌1 (2013)
- 해머 오브 갓 (2013)
- 톰 브라운의 학창시절 (2005)
- 닥터스 (2000)
- 웨이킹 더 데드 (2000)